# Le Bouillon
Le Bouillon är en kommun i departementet Orne i regionen Normandie i nordvästra Frankrike. Kommunen ligger i kantonen Sées som tillhör arrondissementet Alençon. År 2022 hade Le Bouillon 167 invånare.

## Befolkningsutveckling
Antalet invånare i kommunen Le Bouillon
| Referens: INSEE |